# EViews
EViews es un paquete estadístico para Microsoft Windows, usado principalmente para análisis econométrico. Ha sido desarrollado por Quantitative Micro Software (QMS). La primera versión, 1.0 salió al mercado en marzo de 1994, reemplazando al MicroTSP. La versión más actualizada de EViews es la 11 que fue lanzada en el 2019
EViews combina la tecnología de hoja de cálculo con tareas tradicionales encontradas en software estadístico tradicional, empleando una interfaz de usuario gráfica. Estas características se combinan con un lenguaje de programación propio.

## Formatos de datos
EViews puede ser empleado para análisis estadístico general, pero es especialmente útil para realizar análisis econométrico, como modelos de corte transversal, datos en panel y estimación y predicción con modelos de series de tiempo. Entre los tipos de archivo con los que es compatible destacan el Excel, SPSS, SAS, Stata, RATS, y TSP.

## Estimación
EViews ayuda a investigadores y profesionales a estimar ecuaciones lineales y sistemas de modelos de ecuaciones lineales de series temporales y datos de panel con diversos métodos. Eviews permite al usuario evaluar fácilmente los resultados econométricos.